# Флаг Тамалы
Флаг городского поселения «Рабочий посёлок Тамала́» Тамалинского муниципального района Пензенской области Российской Федерации.

## Описание
«Флаг представляет собой прямоугольное зелёное полотнище с отношением ширины к длине 2:3, несущее вдоль нижнего края сужающуюся к центру голубую полосу в 2/7 полотнища, отделённую и разделённую вертикально посередине жёлтым контуром, по центру основной, зелёной части — фигуру девушки, держащей каравай из герба рабочего посёлка, воспроизведённую белым, жёлтым, красным, розовым цветами».

## Обоснование символики
Флаг разработан на основе герба, который языком символов и аллегорий отражает географические, культурные и экономические особенности.
Жёлтая контурная полоса (вилообразный крест), аллегорически показывает расположение муниципального образования на границе трёх областей: Пензенской, Тамбовской и Саратовской.
Символика фигуры девушки на флаге многозначна:
— девушка аллегорически символизирует само поселение — Тамалу, молодой, устремлённый вперёд в будущее, развивающийся посёлок.
— Девушка в народном костюме, держащая хлеб символизирует основное занятие населения на протяжении многих лет — зерновое растениеводство. Хлеб — основное богатство местных жителей. Жёлтый цвет (золото) — символ урожая, богатства, стабильности и интеллекта.
— Хлеб на рушнике — символ радушия, здесь свято чтут древние традиции гостеприимства.
— Девушка в народном костюме аллегорически показывает сохранение творческих ремёсел и промыслов. Красный цвет — символ трудолюбия, силы, мужества, красоты и праздника.
Зелёный цвет — цвет степных просторов, символ природы, здоровья, жизненного роста.
Голубой цвет — символ чести, благородства, духовности, а также чистого неба.